# Andrea Lucatello
Andrea Lucatello (Sorengo, 4 agosto 1966) è un giornalista, conduttore radiofonico e opinionista italiano.

## Biografia
Inizia la sua carriera nel 1992 collaborando con Paese Sera e l'agenzia giornali locali del Gruppo Editoriale L'Espresso. Nel 1995 viene assunto come praticante al quotidiano Centro Marche, dove si occupa di cronaca locale. 
Nel 1997, chiamato da Vittorio Zucconi, viene assunto a Radio Capital, dove si occupa dei giornali radio e segue diversi eventi di cronaca, fra cui l'arresto del boss mafioso Bernardo Provenzano. Nel settembre 2007 comincia il sodalizio artistico con Mary Cacciola: insieme conducono prima Il caffè di Radio Capital dal lunedì al venerdì, nella fascia mattutina, poi Non c'è duo senza tè dalle 17 alle 20. Da settembre 2019 conduce con Benny il programma L'ora di punta, dal lunedì al venerdì dalle 9 alle 11. Nel 2020, invece, il nuovo direttore artistico Linus gli affida, con Riccardo Quadrano, la conduzione di The Breakfast Club, il programma di informazione del mattino in onda dal lunedì al venerdì dalle 6 alle 9.